# Memorial Beach
Memorial Beach es el quinto álbum de estudio de a-ha lanzado en el segundo semestre de 1993.
Está considerado el álbum de menor éxito (1 200 000 de copias) y es el menos preferido por el grupo ya que fue el disco lanzado en la etapa difícil del grupo (grandes conflictos artísticos y personales).
A diferencia de los otros álbumes, este sólo incluye 3 baladas, destacando Angel In The Snow (regalo de bodas de Paul a su mujer, Lauren Savoy), siendo el resto canciones más 'agresivas' u 'oscuras' (la mayoría compuesta por Paul), un estilo muy poco frecuente en a-ha. Este álbum vuelve a incluir el sencillo de éxito de 1991 Move To Memphis.
Un año más tarde luego de sacar este álbum, A-ha saco el sencillo Shapes That Go Together, la última canción que A-ha compondría antes de su separación, esta canción fue el himno para los juegos olímpicos de 1994 en Lillehammer, Noruega.
Durante los conciertos que la banda realizó entre 1993 y 1994 para la promoción del disco se cuentan a Cold As Stone, Sycamore Leaves, How Sweet It Was (En una versión en piano), Between Your Mama And Yourself, Memorial Beach y Lamb To The Slaughter. Lie Down In Darkness no apareció en concierto, pero fue tocada durante la filmación en vivo en 1994. Angel In The Snow fue tocada tanto para el tour Memorial Beach como para el concierto de regreso en 2001. Sólo Dark Is the Night For All y Move to Memphis son los únicos temas de este disco con más veces en sus presentaciones en vivo.
En esos mismos años A-ha hizo un especial en una radio española,
tocando canciones acústicas, entre las cuales destacan a Dark Is The Night For All, Move To Memphis, Angel In The Snow y Lamb To The Slaughter. Durante estas mismas sesiones se tocaron temas de sus discos de estudios anteriores como I Call Your Name, Stay on These Roads y Early Morning.

## Listado de temas
Todos los temas escritos por Paul Waaktaar-Savoy, excepto los indicados:
| N.º   | Título                           | Escritor(es)                           | Duración |  |
| 1.    | «Dark Is The Night For All»      | Paul Waaktaar-Savoy                    | 3:47     |  |
| 2.    | «Move To Memphis»                | Paul Waaktaar-Savoy y Magne Furuholmen | 4:23     |  |
| 3.    | «Cold as Stone»                  | Paul Waaktaar-Savoy                    | 8:19     |  |
| 4.    | «Angel In The Snow»              | Paul Waaktaar-Savoy                    | 4:10     |  |
| 5.    | «Locust»                         | Paul Waaktaar-Savoy                    | 5:09     |  |
| 6.    | «Lie Down In Darkness»           | Paul Waaktaar-Savoy                    | 4:32     |  |
| 7.    | «How Sweet It Was»               | Paul Waaktaar-Savoy                    | 6:02     |  |
| 8.    | «Lamb To The Slaughter»          | Magne Furuholmen                       | 4:20     |  |
| 9.    | «Between Your Mama And Yourself» | Paul Waaktaar-Savoy                    | 4:16     |  |
| 10.   | «Memorial Beach»                 | Paul Waaktaar-Savoy                    | 4:37     |  |
| 49:33 |                                  |                                        |          |  |

## Producción
- Producido por: David Z y a-ha.

- Bajo: J.B. Bogeberg.
- Batería: Per Hillestad.

## Singles
- 1991- Move To Memphis
- 1993- Dark Is The Night For All
- 1993- Angel In The Snow
- 1993- Lie Down In Darkness

## Vídeos musicales
- 1991- Move to Memphis
- 1993- Dark is the Night for All
- 1993- Angel in the Snow
- 1995- Lie Down in Darkness

- Datos: Q1572934